# Aplodactylus
Aplodactylus är ett släkte av fiskar. Aplodactylus ingår i familjen Aplodactylidae.
Arterna förekommer i Stilla havet främst kring södra Australien, Nya Zeeland, Chile och Peru. Det vetenskapliga namnet är bildat av de grekiska orden haploos (en, ensam) och daktylos (finger).
Aplodactylus är enda släktet i familjen Aplodactylidae.

## Arter
Arter enligt Catalogue of Life:
- Aplodactylus arctidens
- Aplodactylus etheridgii
- Aplodactylus guttatus
- Aplodactylus lophodon
- Aplodactylus punctatus
- Aplodactylus westralis